# Гусматик

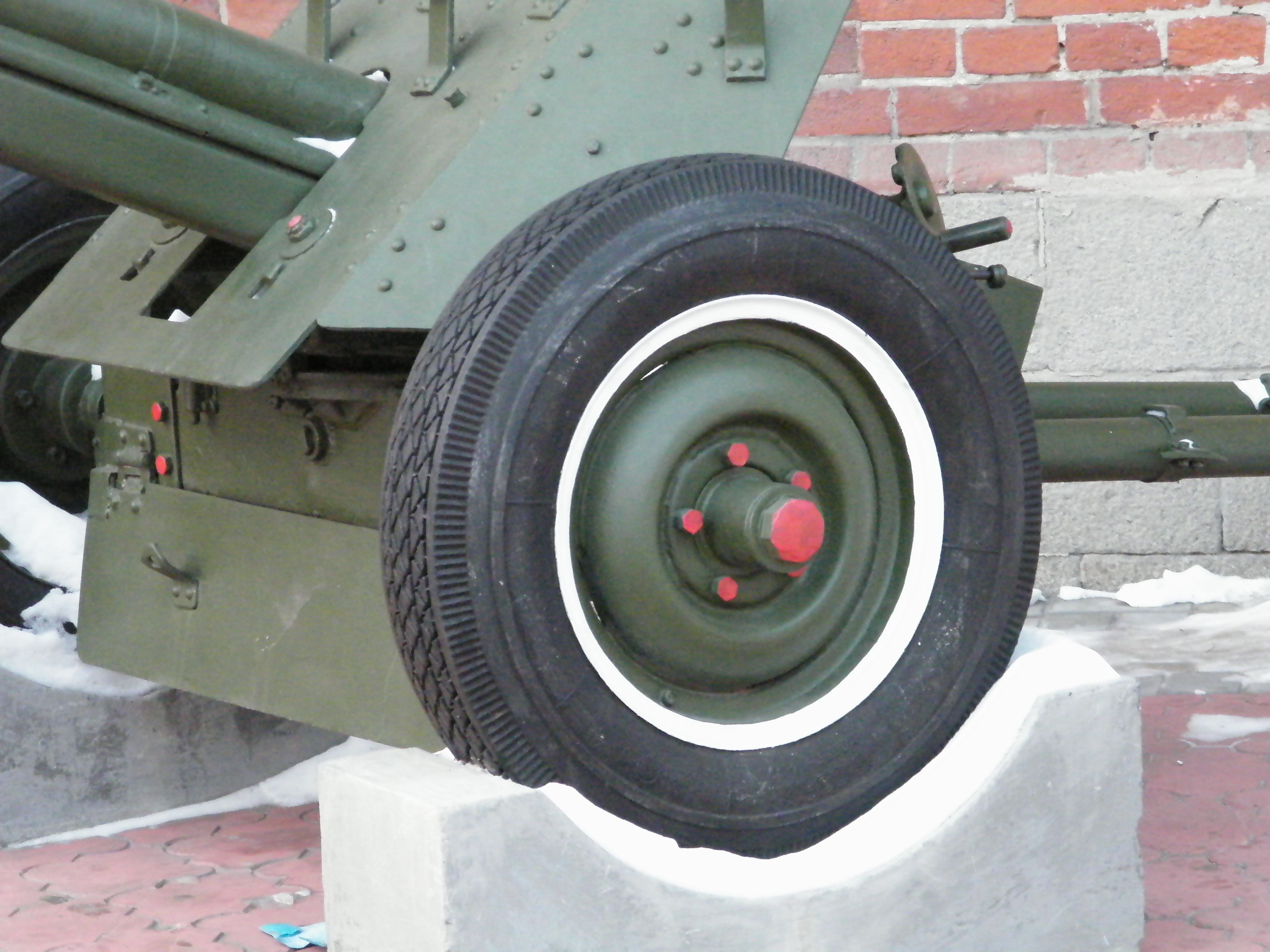
Колесо протитанкової гармати

Гусматик — шина колеса, наповнена еластичною речовиною — гусматичною масою, основу якої складають желатин та гліцерин. За пружністю поступається пневматичній шині, але не боїться проколів, кульових та осколкових пошкоджень. До Другої світової війни та в її ході гусматикові шини використовувались для артилерії та бронеавтомобілів.
У післявоєнний час у зв'язку зі збільшенням швидкості буксирування артилерійських систем гусматикові шини заміняють на пневматичні шини з підкачкою на ходу.